# Islands ambassadører i Norge
Islands første ambassadør i Norge var Pétur Benediktsson i 1942. Islands nuværende ambassadør i Norge er Gunnar Pálsson. 

## Liste over ambassadører
| #  | Navn                           | Tid               | Slut på mission   |
| -- | ------------------------------ | ----------------- | ----------------- |
| 1  | Pétur Benediktsson             | 4 maj 1942        | 31 januar 1944    |
| 2  | Stefán Þorvarðsson             | 31 januar 1944    | 30 juni 1947      |
| 3  | Gísli Sveinsson                | 1 juli 1947       | 28 maj 1951       |
| 4  | Bjarni Ásgeirsson              | 28 maj 1951       | 15 juni 1956      |
| 5  | Haraldur Guðmundsson           | 5 april 1957      | 1 juli 1963       |
| 6  | Hans G. Andersen               | 1 juli 1963       | 31 august 1969    |
| 7  | Agnar Klemens Jónsson          | 1 september 1969  | 2 marts 1976      |
| 8  | Árni Tryggvason                | 2 marts 1976      | 15 maj 1979       |
| 9  | Páll Ásgeir Tryggvason         | 15 maj 1979       | 17 januar 1985    |
| 10 | Niels P. Sigurðsson            | 17 januar 1985    | 11 maj 1989       |
| 11 | Haraldur Kröyer                | 11 maj 1989       | 7 marts 1991      |
| 12 | Einar Benediktsson             | 7 marts 1991      | 16 september 1993 |
| 13 | Eiður Svanberg Guðnason        | 16 september 1993 | 26 januar 1999    |
| 14 | Kristinn F. Árnason            | 26 januar 1999    | 24 september 2003 |
| 15 | Stefán Skjaldarson             | 24 september 2003 | 21 augustus 2008  |
| 16 | Sigríður Dúna Kristmundsdóttir | 21 august 2008    | 19 maj 2011       |
| 17 | Gunnar Pálsson                 | 19 maj 2011       |                   |